# Échange de populations entre l'Allemagne et l'URSS en 1939
Un échange de populations entre l’Allemagne et l’URSS en 1939 au travers de la nouvelle  ligne de démarcation tracée dans la Pologne partagée entre ces deux États fut organisé en application d’un accord germano-soviétique du 16 octobre 1939.
Cet accord bilatéral, à l’initiative de l’Allemagne qui en conçut les modalités, fait suite à l'invasion de l'ouest de la Pologne par l'Allemagne puis de sa partie est par l'URSS  en application des clauses secrètes du pacte germano-soviétique. La motivation des autorités du Troisième Reich était de regrouper sur le territoire polonais sous domination allemande, le Wartheland, les communautés de Volksdeutsche  dispersées sur le territoire polonais de l’Ukraine occidentale, annexé par l’URSS. Réciproquement, les Russes et les Ukrainiens vivant à l’ouest de la nouvelle frontière pouvaient gagner le territoire de l’Union soviétique. Ces transferts étaient effectués sur la base du libre choix des intéressés qui emmenaient leurs biens, avec compensation à l’arrivée de la perte de leurs propriétés immobilières.
L’évacuation de Volksdeutsche, principalement au départ de Volhynie où ils étaient concentrés, fut lancée après identification des  foyers allemands par les officiers SS sillonnant le territoire à partir d’une base à Loutsk. L’opération menée avec efficacité et rapidité, en moins de trois mois au cours de l’hiver 1939-1940, était terminée avant le délai d’expiration fixé au 1er mars 1940 et fut fortement médiatisée. 
Dans l'autre sens, l'administration soviétique s'installa à Chelm et à Jaroslaw sur le territoire sous occupation allemande pour organiser les départs des Ukrainiens mais ces déplacements furent plus limités, les autorités soviétiques y trouvant peu d’intérêt et dissuadant les candidats au départ. Seuls 13 550 Ukrainiens ont été évacués vers l’URSS. Les modalités de cette opération, (enregistrement des intéressés, formulaires de consignations des biens des évacués) furent reproduites lors des échanges de populations de 1944-1947 entre l’Ukraine soviétique et la Pologne.
Ces déplacements organisés volontaires ne doivent pas être confondus avec les échanges de 46 000 prisonniers polonais  contre 44 000 en sens inverse, du 24 octobre au 23 novembre 1939 en application du décret 16/91-415 du Politburo du 3 octobre 1939, autorisant le NKVD à échanger avec les Allemands, ni avec la fuite de la zone occupée par l’Allemagne de 138 000 Polonais d’origine et de 198 000 Juifs qui  devinrent des réfugiés dans la région occupée par l’Union soviétique.